# Тодось Осьмачка
Тодось Осьмачка (ім'я при народженні Ѳеодосій Стефановичъ Осьмачка, 3 (15) травня 1895 , Куцівка, Черкаський повіт, Київська губернія, Російська імперія  — 7 вересня 1962 , Нью-Йорк, Нью-Йорк ) — український письменник, поет. Представник символізму, експресіонізму та неоромантизму. Член письменницьких згромаджень Асоціації Письменників (Аспис) та «Ланки» (МАРС). Перекладач творів Шекспіра.
Основна праця — «Старший боярин» (1946). Виступав із критикою комуністичної ідеології та інтелігенції, що співпрацювала з владою Московії. Переслідувався російською репресивною психіатрією.
Випускник Київського інституту народної освіти (1925).
У 1930–1932 роках мешкав на Кубані.

## Життєпис
Народився 3 (15) травня 1895 року в селі Куцівка, нині Смілянський район, Черкаська область в родині селянина-власника Степана Юхимовича Осьмачки з сусіднього села Ташлик та його дружини селянки-власниці Євгенії Прокопівни, до шлюбу Лукій, з села Куцівка. Батько Степан працював у маєтку поміщика Терещенка, а потім самотужки здобув фах і славу хорошого ветеринара. Пан шанував його. Усі діти отримали середню освіту. Вищу Осьмачка здобував уже самотужки. Сестра Лукія закінчила училище, здобувши фах швачки, і пані на закінчення подарувала їй машинку Зінґер.
Змолоду Осьмачка вчителював у народних школах. 
1916 року мобілізований до російської армії для участі в Першій світовій війні. Під час війни за свою поему «Думи солдата» був відданий під військово-політичний суд Росії, але революція внесла свої корективи. З 1920 року він — інструктор з підготовки працівників освіти в Кременчуці. Навчається в Київському інституті народної освіти (так тоді звався Київський університет).
У студентські роки почалася його участь у літературному житті. Спершу він був членом Асоціації Письменників (АСПИС), яку очолював Микола Зеров, а потім «Ланки» (МАРС), до якої входили Григорій Косинка (найближчий товариш Осьмачки), Борис Антоненко-Давидович, Євген Плужник, Валеріан Підмогильний.
Був недовго одружений з лікаркою Лесею Луківною Трохименко (1901-1995), син Ігор (1924-2015), онуки Олександр і Євген.

### Перші літературні твори

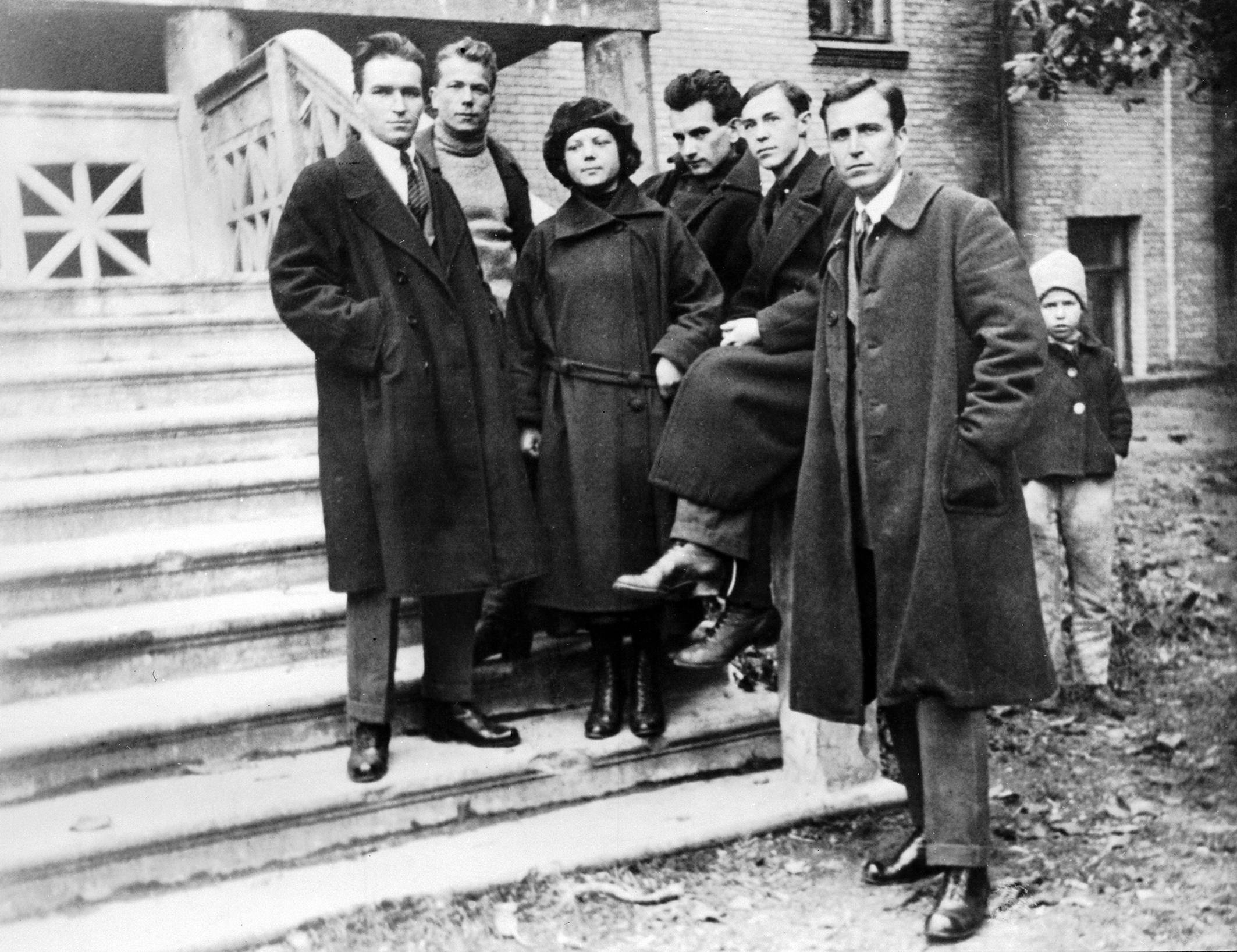
Члени літературного об'єднання «Ланка». Зліва направо: Борис Антоненко-Давидович, Григорій Косинка, Марія Галич, Євген Плужник, Валер'ян Підмогильний, Тодось Осьмачка. 1925 рік.

Перша збірка поезій Т. Осьмачки «Круча» з'явилася друком 1922 року, засвідчивши «може, одну з найнадійніших сил», як писав С. Єфремов у «Історії українського письменства». Її відзначала глибина образності, блискуча народна мова та епічний стиль дум. 1925 року виходить друга книжка поезій — «Скитські вогні», яку можна було б назвати гімном українському степові.

### Творчість
Осьмачка Теодосій Степанович — автор збірок «Круча» (1922), «Скитські вогні» (1925), «Клекіт» (1929), «Сучасникам» (1943), поеми «Поет» (1947,1954), «Китиці часу» (1953), «Із-під світу» (1954), трьох повістей: «Старший боярин» (1946), «План до двору» (1951), «Ротонда душогубців» (1956).
Поет прагне образно простежити історичний шлях України — пройти «по шляху віків» і таким чином усвідомити, куди ж летить нове століття, і як буде стелитися доля українського народу. Поета огортають тривожні передчуття нових кривавих збурень, які зачаїлися в ідилічних пейзажах. Та він зберігає віру в можливість утримання рівноваги завдяки утвердженню сильного «Сьогодні». Однак те «сьогодні» накочується на нього страшними звістками із рідного села Куцівки від батька, який просить чим-небудь допомогти, бо в селі голод, а вози з мертвими риплять сільськими дорогами, як журавлі. Осьмачка-студент також голодний і обдертий, з мізерним заробітком за вчителювання в одній із київських шкіл, вимітає цвілі крихти хліба з шухляд, і прагне виповісти гірку пісню рідного села: 

А ті ж крихти, в ногах живі,

З стола небес 

Хай рідний вітер на папір 

Мені зідме!

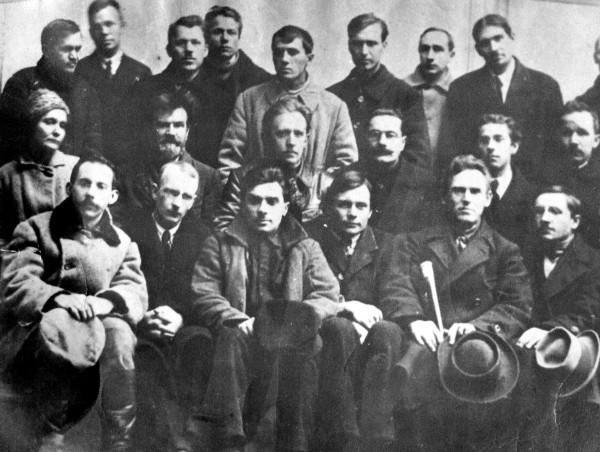
Зустріч харківських і київських митців. Київ, 1923 р. Зліва направо, перший ряд: Максим Рильський, Юрій Меженко, Микола Хвильовий, Майк Йогансен, Григорій Михайлов, Михайло Вериківський. Другий ряд: Наталя Романович, Михайло Могилянський, Василь Еллан-Блакитний, Сергій Пилипенко, Павло Тичина, Павло Филипович. У третьому ряду стоять: Дмитро Загул, Микола Зеров, Михайло Драй-Хмара, Григорій Косинка, Володимир Сосюра, Тодось Осьмачка, Володимир Коряк, Михайло Івченко

Разом із побратимами з «Ланки» Тодось Осьмачка поділяє біль і тривогу за долю українського села. Любить і поважає Павла Тичину, щоправда не раз дорікаючи йому за незрозумілі компроміси. Радить «взяти у торбину запасу та ходити по селах, а потім уже комінтерн воспівати. А то добре, сидівши в Києві, обклавшись книжками, бути революціонером». На останній закид Тичина образився. Можливо й через те, що Тодось Осьмачка дорікав йому за помітне «позичання» в нього образів. 1922 року Тичина записав: «Осьмачку не люблю. Хай собі він буде геній, а не я — не в тім річ».
Останньою книгою Осьмачки, яка була надрукована в підрадянській Україні, була збірка «Клекіт» (Київ, 1929). Вона побачила світ у розпал підготовки процесу над українською інтелігенцією — Спілкою Визволення України, коли ідеологічний прес затискав індивідуальну свободу творчості, до абсурду були розпалені літературні суперечки.
У цій збірці Осьмачка друкує вірш «Деспотам», в якому звертається до закутого в ланці, працьовитого свого народу, який годують у казармах на заріз і чию працю забирають «розбоєм в білий день», передрікає йому падіння «під кригу ланцюгів» і спів «присмаглими губами чужих пісень із городів». Осьмаччині книжки підтвердили прогноз Сергія Єфремова про нього, як про «одну з найнадійніших сил» серед тодішнього літературного молодняку. Після Шевченка, він вище за будь-кого іншого підняв у поезії могутній і трагічний образ українського селянства, що було найбільшою рушійною силою революції, а потім стало найбільшою її жертвою… Цій трагедії він надав космічних вимірів.
На творчість Теодосія Степановича Осьмачки значно вплинув символізм і експресіонізм. У пізніх поетичних збірках помітно вплив неоромантизму. У своїх творах Теодосій Степанович Осьмачка особливу увагу приділяв українським народним традиціям, етнографії.

### З життя
У 1930 році ще вийшов друком Осьмаччин переклад Шекспірового «Макбета», а поему «Дума про Зінька Самгородського» так і не було надруковано. Пізніше вона ввійшла до збірки «Сучасникам» (1943). Тим часом криваві тридцяті роки вже забрали перших близьких друзів поета — Григорія Косинку, Дмитра Фальківського, Валеріана Підмогильного. Хвиля доносів у вигляді літературно-критичних статей затаврувала й самого Осьмачку: «ворог народу», «бандит». Він розумів, що на нього чекає трагічна доля його друзів. Рятуючись від репресій, Осьмачка пробирається на Поділля, маючи намір нелегально перейти через польський кордон. Його заарештовують і відправляють під конвоєм аж у Свердловськ, але дорогою Тодось Степанович втікає і знову прямує на Поділля з тим самим наміром. Цього разу його відправляють в тюрму за звинуваченням у шпигунстві.
Очікуючи цілком ймовірну кулю в потилицю, Осьмачка приймає останнє рішення — боротися далі, але «не засобом сили, а засобом слабості» і симулює божевілля. Його переводять в психіатричну лікарню в Києві. Усю моторошність тієї ситуації пізніше він змалював у повісті «Ротонда душогубців», де він відтворює себе в образі Івана Бруса. Випускають, відтак знову заарештовують. Одного разу він навіть опинився в московській Бутирці. Після чергових симульованих припадків його знову випускають. Зрештою він став переховуватись де прийдеться: в хатах друзів, скиртах соломи, кабицях, по глухих хуторах і селах, де його мало знали, часом і в рідному селі. Весь цей час він перебував на нелегальному становищі, поки не почалась німецька окупація України.

### Без сталіністів

Тодось Осьмачка

В 1942 році, після 20-річних поневірянь, він прибув до Львова з незакінченим віршованим романом «Поет». Тут він включається у досить жваве літературне життя другої духовної столиці України, трохи оклигує, але ув'язнення і тортури наклали відбиток на все його життя. Він став хворобливо підозрілим, недовірливим, замкненим, побоювався нападу з боку НКВС, і це ускладнювало його контакти з людьми. Був час, коли він завів листування з Уласом Самчуком і хотів переїхати до Рівного, але не судилося.
У Львові Тодось Осьмачка видав четверту збірку віршів «Сучасникам»(1943), яка ознаменувала якісно новий етап його творчості. За книжку йому була присуджена премія в сумі 1500 золотих. Рішення журі підписали: В. Симович, В. Радзикевич і П. Кордуба.
1944 року Осьмачка пише повість «Старший боярин» — першу світлу книгу, позбавлену страшних картин пекельного та жорстокого життя. Однак лише через рік поет повертається у «прокляті роки» у поемі «Поет», сповненої особистісними враженнями й переживаннями круговерті репресій. 1947 року поема на 23 пісні вийшла в світ у чудовому мистецькому оформленні художника М.Дмитренка з присвятою «Пам'яті єдиного мойого друга і найблагороднішої людини між людьми, мені знаними, мого батька Степана Осьмачки».
Під кінець 1944 року Т. Осьмачка, як і У. Самчук, а зрештою багато інших письменників, змушений був емігрувати на Захід. Спочатку він поселився в Німеччині, разом з У. Самчуком брав участь у розбудові нової емігрантської, літературної організації МУР (Мистецький український рух). Завершив і видав книжку «Поет» (1947) у чудовому оформленні художника М. Дмитренка. 1953 року побачила світ поетична збірка «Китиці часу», де було зібрано вірші 1943–1948 рр. В еміграції талант Т. Осьмачки з новою силою розкрився в його трьох епічних прозових творах: «Старший боярин»(1946), «План до двору» (1951), «Ротонда душогубців» (1956). Поетична праця життя була підсумована у великій книжці «Із-під світу» (1954). Він перекладає О. Вайлда і В. Шекспіра, виступає з есеїстичними роздумами про Шевченка й природу мистецької діяльності. Однак нерозуміння земляків-критиків, глуха й байдужа читацька аудиторія, до якої апелював Тодось Осьмачка в надії зібрати кошти на видання своїх творів, посилювали відчай і безвихідь письменника.
У своїх мандрівках по світу він ніколи не зупинявся, переслідуваний, немов хворобою, страхом розправи над ним агентами КДБ. Переїхавши з Німеччини до США, Тодось Осьмачка прагне зосередитися на творчих справах. Часто виступає перед українськими громадами, та страх і підозри змушують його знову зриватися з місця й переїжджати від країни до країни.

### Останні роки життя
З Німеччини Т. Осьмачка переїхав до США, жив деякий час у Канаді, бував у Франції, мандрував Югославією. 6 липня 1961 року на одній з вулиць Мюнхена він упав під ударом нервового паралічу. Стараннями друзів його літаком перевозять до США і кладуть на лікування в психіатричну лікарню «Пілгрім Стейт Госпітал» поблизу Нью-Йорка. Та вийти з госпіталю хворому поетові, який вимріював нову збірку поезій і афоризмів «Людина між свідомістю і природою», не судилося.
Останнім з друзів, хто бачив Осьмачку живим, був Іван Багряний — «розбитого паралічем і безпам'ятного, в ліжку витягненого на весь зріст, суворого, як Данте. Всіма забутого і покинутого…»
«Ця разюча подібність забутого, в безпам'ятстві, вимученого і вже потойбіченного Осьмачки до Данте потрясла мене до самої глибини душі. Я тоді мало не заломився в моїй вірі в українську людину, для якої і найкращі сини нації — порожнеча.
Не знаю коли, але, якщо моє серце трохи потягне, якщо його не доконає швидким темпом наша сумна і замрячена дійсність, я вирізьблю той образ Осьмачки, який лишився в моїй душі», — написав Багряний в листі до друга — літературознавця Григорія Костюка.
7 вересня 1962 року на 67 році життя Тодось Осьмачка помер. Похований на православному цвинтарі святого Андрія Саут-Баунд-Брук, штат Нью-Джерсі.

## Вшанування
- У місті Черкаси один із провулків названо на честь Тодося Осьмачки[9].
- У рідному селі одна з вулиць названа ім'я Осьмачки, також встановлено меморіальну дошку.
- У бібліотеці села Куцівка створено музейний куточок Осьмачки.
- Засновано благодійний Фонд «Тодось Осьмачка», який проводить лірично-поетичні толоки «Хата Осьмачки».
- До 115-ї річниці від дня народження поета видавництво «Блискавиця» видало художньо-публіцистичну збірку «Чи я побачу й ще Вкраїну», до якої ввійшли дослідження історика Степана Пінчука та добірка віршів Т. Осьмачки.
- 2004 року в Київському Молодому театрі поставлено п'єсу «Духів день» за мотивами творів Тодося Осьмачки. Режисер, Олександр Дзекун. Лілія Ребрик (Варка).
- 2005 року Михайло Слабошпицький видав роман-біографію «Поет із пекла (Тодось Осьмачка)», за яку нагороджений національною премією імені Шевченка.
- 2013 року засновано Літературну премію імені Тодося Осьмачки, першим лавреатом якої став Мирослав Дочинець.
- У місті Київ є вулиця Тодося Осьмачки. Також вулиця Тодося Осьмачки є у місті Дніпро.

## Твори

### Поезії
- Круча: поезії, 1922.
- Труни у гаях, 1923.
- Скитські вогні, 1925.
- Клекіт, 1929.
- Сучасникам, 1943.
- Поет, 1947; 1954.
- Китиці часу, 1953.
- Із-Під світу, 1954.

### Повісті
- Старший боярин, 1946
- План до двору, 1951
- Ротонда душогубців, 1956

### Оповідання
- Психічна розрядка

## Оцінка творчості
| «За винятком, може, Шевченкових віршів і Гоголевих українських повістей, наша література ще не знала такої української книжки, як «Старший боярин». Якщо можна перелити Україну в слово, — то це повість Осьмаччина. Якщо може слово запах України пронести, — то пахтить ця книжка всією запашністю України. Якщо можна в слові збудувати батьківщину–державу, — то це вона збудована, зримо і живовидячки», | — так оцінив творчість Осьмачки професор Гарвардського та Колумбійського університетів Юрій Шевельов.